# Die Pfarrhauskomödie (Film)
Die Pfarrhauskomödie ist eine deutsche Filmkomödie von Veit Relin aus dem Jahr 1971. Der Schwank beruht auf dem gleichnamigen Theaterstück von Heinrich Lautensack.

## Handlung
Die alte Köchin Ambrosia verlässt für mehrere Monate den Pfarrhof von Pfarrer Achaz, um in der Ferne ihr Kind zur Welt zu bringen. Der Vater des Kindes ist Achaz selbst. Als Vertretung wird die junge Irma eingestellt, die den Zustand von Ambrosia sofort durchschaut, sich über sie amüsiert und wenig später auch dem unwissenden Kooperator Vinzenz von der Schwangerschaft berichtet. Irma lebt sich schnell auf dem Pfarrhof ein und verführt bald erst Vinzenz und wenig später Achaz.
Ambrosia bringt bei Nonnen ihr Kind, einen Jungen, zur Welt und kehrt nach einiger Zeit auf den Pfarrhof zurück. Inzwischen ist Irma schwanger und Vinzenz, der sich von einem befreundeten Geistlichen die Absolution für sein Tun hat geben lassen, verlobt sich mit ihr. Dennoch muss nun auch Irma den Hof verlassen und wird ihr Kind zwei Dörfer entfernt zur Welt bringen. Auf Ambrosias süffisante Bemerkungen hin reagiert Irma wütend und beschimpft sie, da sie heimlich ein Kind vom Pfarrer bekommen habe. Achaz jedoch bittet Irma um Ruhe, da außer ihm und ihr niemand wisse, dass Irmas Kind auch von ihm stammen könne. Vinzenz wiederum beteuert Irma gegenüber, dass seine Gefühle zu ihr durch das Kind nicht getrübt wurden. Mit Achaz’ Hilfe werden Irma, er und das Kind eine gesicherte Zukunft haben.

## Produktion
Die Pfarrhauskomödie wurde vom 20. September bis Oktober 1971 in den Gemeinden Heberthal und Reisach der Stadt Wasserburg am Inn gedreht. Die Kostüme schuf Maleen Pacha, die Filmbauten stammen von Willy Reichert. Der Film kam am 26. Oktober 1972 in die deutschen Kinos und wurde trotz der kontroversiellen Thematik, namhafter Darsteller und heftiger Kritik seitens katholischer Medien vom Publikum wenig beachtet. Er lief am 21. Mai 1994 auf RTL 2 erstmals im Fernsehen. Im Jahr 2005 wurde der Film auf DVD veröffentlicht.

## Kritik
Der film-dienst schrieb, dass Die Pfarrhauskomödie das Theaterstück „peinlich vergröbert. Aus der naiven bayrisch-bäuerlichen Volkskomödie ist ein schriller, sich moralkritisch gebender ‚Heimatfilm‘ geworden, der das Milieu und die Figuren diffamiert.“ „Das Fleisch ist willig, der Film ist schwach“, fasste Cinema zusammen.